# 왕뱀
왕뱀은 왕뱀과 왕뱀속(Boa 보아[*])의 유일종이자, 크고 육중한 몸을 가진 뱀으로, 흔히 사육되고 번식된다. 학명은 보아 콘스트릭토르(Boa constrictor)이다. 왕뱀은 왕뱀과에 속한다. 북아메리카, 중앙아메리카, 남아메리카, 카리브해 등지에서 발견된다. 왕뱀의 몸 무늬는 매우 다양하고 독특하다. 개인 소장품과 공개 전시에 자주 등장하며, 그 색깔 패턴은 매우 다양하면서도 독특하다. 네 가지 아종이 인정된다.

## 일반명
모든 왕뱀과 동물들이 실제로 수축자이지만, 영어에서는 오직 왕뱀(및 그 아종)만이 일반적으로 보아 콘스트릭토르(boa constrictor)라고 불린다. 이는 종이 그 이명법 학명으로 일상적으로 불리는 예이다.
왕뱀의 종과 아종은 "붉은꼬리왕뱀"이라고 불리는 다양하고 이질적인 신대륙 왕뱀 그룹의 일부이며, 이는 종 보아 콘스트릭토르와 보아 임페라토르(Boa imperator)를 포함한다. 이국적인 애완동물 거래에서는 다른 왕뱀 종들, 예를 들어 Boa imperator("BCI" 또는 "boa constrictor imperator"로 알려짐)와 구별하기 위해 "BCC"(학명의 약자)로 알려져 있다.
다른 지역 이름으로는 치히-찬(마야어), 지보이아(포르투갈어), 마카주엘(트리니다드인)이 있다.

## 아종
과거에 몇몇 왕뱀의 아종이 기술되었지만, 이들 중 다수는 잘 구별되지 않아 추가 연구를 통해 많은 부분이 재정의될 수 있다. 일부는 생물학적 차이보다는 위치에 더 기반을 둔 것으로 보인다. Boa imperator, Boa nebulosa, Boa orophias 및 Boa sigma는 모두 완전한 종으로 승격되었다.
| 학명               | 분류군 저자           | 일반명                               | 지리적 범위                         | 어원                                                         |
| ------------------ | --------------------- | ------------------------------------ | ----------------------------------- | ------------------------------------------------------------ |
| B. c. constrictor  | 린네, 1758            | 붉은꼬리왕뱀 또는 붉은꼬리보아       | 다른 세 아종의 범위 외의 남아메리카 |                                                              |
| B. c. longicauda   | 프라이스 & 루소, 1991 | 긴꼬리왕뱀 또는 긴꼬리보아           | 페루 북부                           |                                                              |
| B. c. occidentalis | 필리피, 1873          | 아르헨티나 왕뱀 또는 아르헨티나 보아 | 아르헨티나와 파라과이               |                                                              |
| B. c. ortonii      | 코프, 1878            | 오턴의 왕뱀 또는 오턴 보아           | 페루 북서부                         | 아종명 오토니는 미국 자연학자 제임스 오턴을 기리는 이름이다. |

과거에 여러 다른 아종이 기술되었지만, 현재는 많은 파충류학자와 분류학자들에 의해 유효한 아종으로 간주되지 않는다. 여기에는 다음이 포함된다:
- B. c. amarali 스털, 1932[4]
- B. c. melanogaster 랭햄머, 1983: nomen dubium[4]

## 생김새

### 크기와 무게
왕뱀은 큰 뱀이지만, 그물무늬비단뱀, 버마비단뱀 또는 때때로 동소인 그린아나콘다와 같은 다른 큰 뱀들에 비하면 겸손한 크기이며, 지역과 적절한 먹이의 유무에 따라 3 to 13 ft (0.91 to 3.96 m)의 길이에 달할 수 있다. 이 종에서는 뚜렷한 성적 이형성이 나타나는데, 암컷이 일반적으로 수컷보다 길이와 둘레 모두에서 더 크다. 성숙한 암컷 왕뱀의 일반적인 크기는 7 and 10 ft (2.1 and 3.0 m) 사이이며, 수컷은 6 and 8 ft (1.8 and 2.4 m) 사이이다. 암컷은 흔히 10 ft (3.0 m)를 초과하며, 특히 사육 상태에서는 최대 12 ft (3.7 m) 또는 심지어 14 ft (4.3 m)까지도 볼 수 있다. 문서화된 가장 큰 늘리지 않은 건조된 피부는 뮌헨 동물학 주립 수집품 (ZSM 4961/2012)에 보관되어 있으며, 머리 없이 14.6 ft (4.5 m)이다. 18.5 ft (5.6 m)까지 자랐다는 왕뱀 보고서는 나중에 오인된 그린아나콘다로 밝혀졌다.
왕뱀은 몸이 무거운 뱀으로, 큰 개체는 최대 27 kg (60 lb)까지 나갈 수 있다. 더 큰 성별인 암컷은 보통 10 to 15 kg (22 to 33 lb)을 나간다. 이 종의 일부 개체는 45 kg (100 lb)에 도달하거나 초과할 수도 있지만, 이는 흔하지 않다.
왕뱀의 크기와 무게는 아종, 지역 및 적절한 먹이의 유무에 따라 달라진다. B. c. constrictor는 왕뱀의 비교적 큰 아종 중 하나이므로 위에 제시된 평균에 도달하거나 가끔 초과한다.
이 종의 성적 이형성의 다른 예로는 수컷이 일반적으로 더 긴 꼬리를 가지고 반음경을 포함하며, 또한 더 긴 골반 박차를 가지고 있는데, 이는 교미 중에 암컷을 잡고 자극하는 데 사용된다. 골반 박차는 모든 왕뱀과 비단뱀에서 볼 수 있는 퇴화된 뒷다리와 골반의 유일한 외부 징후이다.

### 색깔
왕뱀의 색깔은 지역에 따라 크게 다를 수 있다. 그러나 일반적으로 갈색, 회색 또는 크림색을 기본으로 하며, 꼬리 쪽으로 갈수록 더욱 뚜렷해지는 갈색 또는 붉은 갈색 "안장" 무늬가 있다. 이러한 색깔은 왕뱀 아종에게 "붉은꼬리보아"라는 일반적인 이름을 부여한다. 이 색깔은 자연 서식지의 정글과 숲에서 매우 효과적인 위장 역할을 한다.
일부 개체는 백색증과 같은 색소 장애를 보인다. 이러한 개체는 야생에서는 드물지만, 사육 상태에서는 흔하며, 다양한 색상 "변종"을 만들기 위해 종종 선택적으로 번식된다. 왕뱀은 화살촉 모양의 머리에 매우 독특한 줄무늬를 가지고 있다. 하나는 주둥이에서 머리 뒤쪽으로 등 쪽으로 이어지고, 다른 하나는 주둥이에서 눈까지, 그리고 눈에서 턱까지 이어진다.

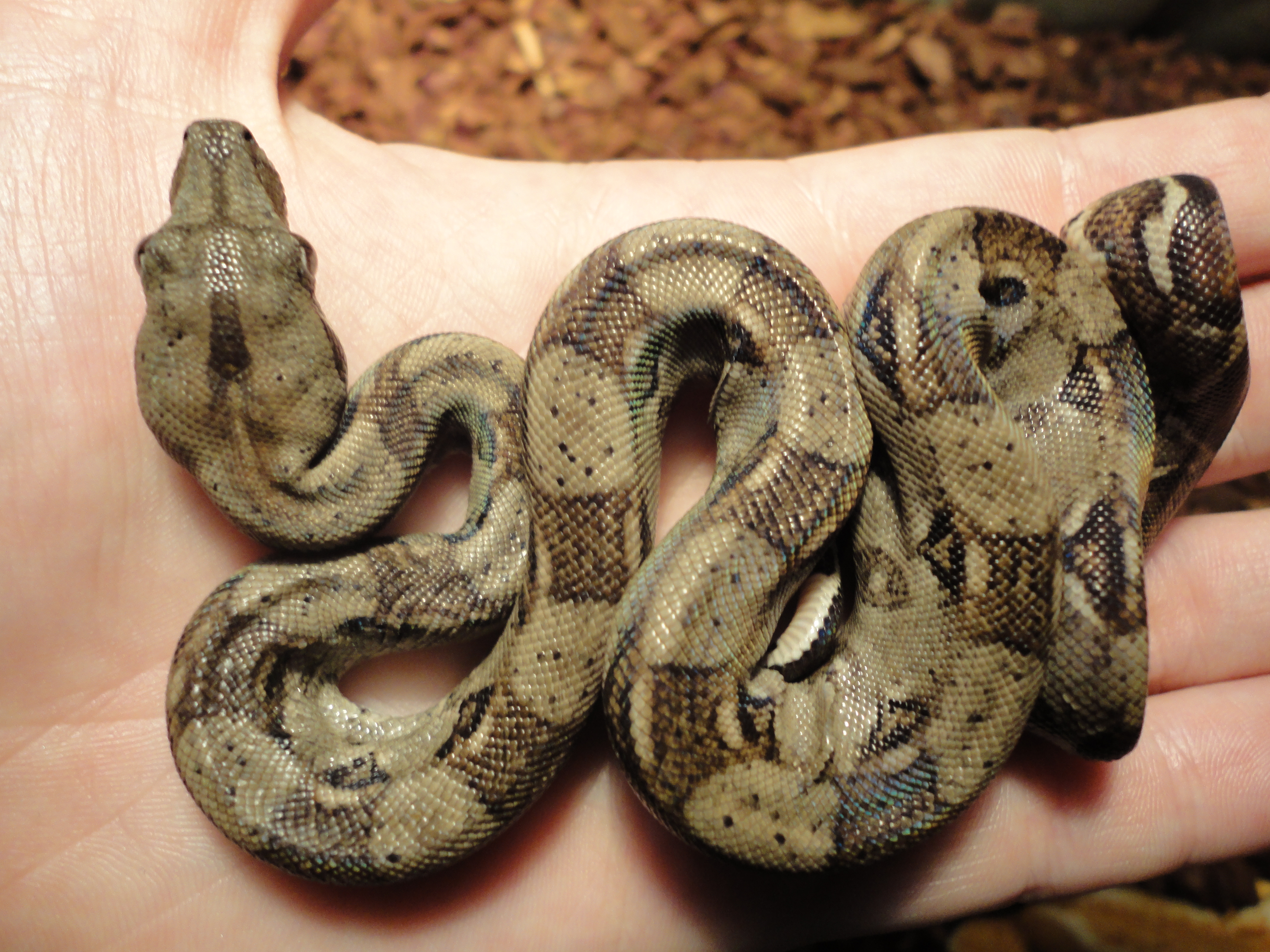
어린 남아메리카 왕뱀

왕뱀은 입술의 세포를 통해 열을 감지할 수 있지만, 왕뱀과의 많은 구성원에서 볼 수 있는 이 수용체 주변의 입술 구멍은 없다. 왕뱀은 또한 두 개의 폐를 가지고 있는데, 하나는 더 작고(비기능적) 왼쪽 폐이며, 다른 하나는 더 크고(기능적) 오른쪽 폐로, 길쭉한 몸에 더 잘 맞도록 진화했으며, 이는 왼쪽 폐를 완전히 잃은 많은 뱀과 뱀들과는 다르다.

## 분포와 서식지
아종에 따라 왕뱀은 남아메리카의 남위 35° 북쪽(콜롬비아, 에콰도르, 페루, 베네수엘라, 트리니다드 토바고, 가이아나, 수리남, 프랑스령 기아나, 브라질, 볼리비아, 우루과이, 아르헨티나) 및 남아메리카 해안을 따라 있는 많은 다른 섬들에서 발견될 수 있다. 코스멜, 플로리다 최남단, 미국령 버진아일랜드의 세인트크루아섬에 도입된 개체군이 존재한다.
주어진 모식 산지는 "인디이스(Indiis)"인데, 페터스와 오레하스-미란다(1970)에 따르면 실수이다.
왕뱀은 열대 열대우림부터 건조한 반사막 지역에 이르기까지 다양한 환경 조건에서 번성한다. 그러나 습도와 온도, 포식자로부터의 자연적인 은신처, 그리고 방대한 잠재적 먹이 때문에 열대우림에 사는 것을 선호한다. 왕뱀은 매우 뛰어난 수영 능력을 가지고 있어 강과 시내 또는 그 주변에서 흔히 발견된다. 또한 왕뱀은 중간 크기의 포유류 굴을 차지하여 잠재적인 포식자로부터 숨을 수 있다.

## 행동

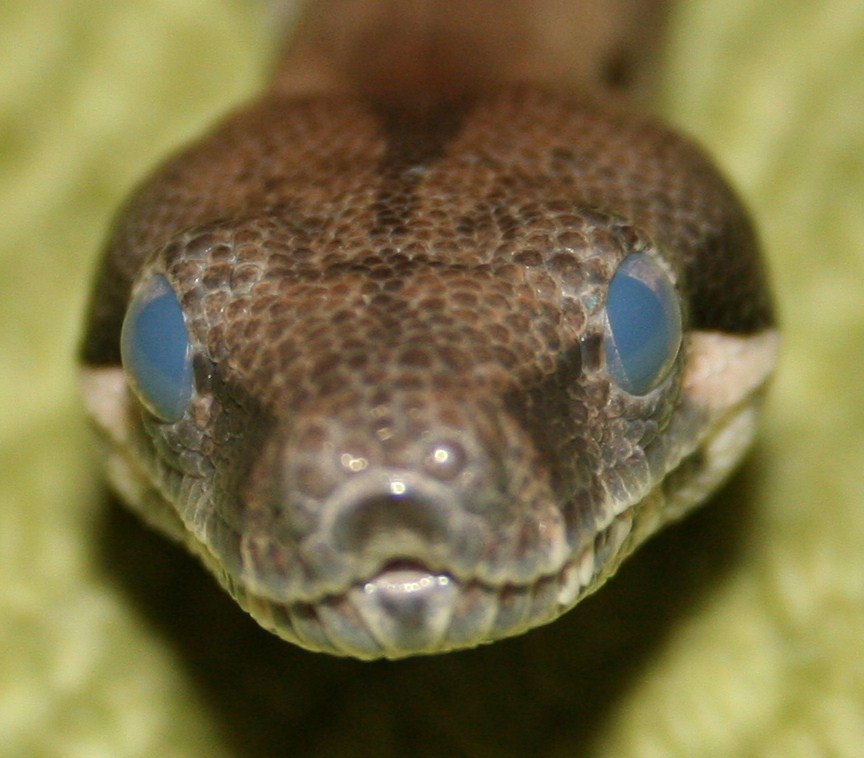
허물 벗기 주기에 있는 어린 암컷 왕뱀으로, 푸른 불투명한 눈으로 식별된다.

왕뱀은 일반적으로 단독으로 생활하며, 짝짓기를 원하지 않는 한 다른 뱀들과 상호작용하지 않는다. 이들은 야행성이지만, 밤 기온이 너무 낮을 때는 낮에 일광욕을 할 수도 있다. 부분적으로 나무 위에서 생활하는 뱀으로서, 어린 왕뱀은 먹이를 찾기 위해 나무와 관목을 오를 수 있지만, 나이가 들고 몸이 무거워지면서 대부분 육상 생활을 하게 된다. 왕뱀은 위협을 감지하면 공격한다. 물린 자국은 고통스러울 수 있으며, 특히 큰 뱀의 경우 더욱 그렇지만, 인간에게는 거의 위험하지 않다. 중앙아메리카 출신 개체는 더 성미가 급하여 방해받으면 크게 쉭쉭거리고 반복적으로 공격하는 반면, 남아메리카 출신 개체는 더 쉽게 길들여진다. 모든 뱀과 마찬가지로, 허물 벗기 주기에 있는 왕뱀은 예측하기 더 어려운데, 이는 오래된 피부와 새 피부 사이를 윤활하게 하는 물질 때문에 눈이 뿌옇게 보이거나 푸르거나 불투명해져서 뱀이 잘 볼 수 없기 때문에 평소보다 더 방어적이기 때문이다.

### 사냥과 식단
그들의 먹이에는 다양한 크기의 작은 포유류와 새들이 포함된다. 그들의 식단의 대부분은 설치류(예: 다람쥐, 생쥐, 쥐, 아구티)로 구성되지만, 개구리, 더 큰 도마뱀(예: 테구, 이구아나속, 테구)과 원숭이, 유대류(주머니쥐), 아르마딜로, 멧돼지, 오셀롯과 같은 큰 포유류도 먹는다고 보고되었다. 개, 고양이, 토끼, 오리, 닭과 같은 가축도 자주 먹는다. 어린 왕뱀은 작은 생쥐, 새, 박쥐, 도마뱀, 양서류를 먹는다. 먹이의 크기는 나이가 들고 몸집이 커짐에 따라 증가한다. 왕뱀은 먹이를 잡으면 몸을 감아 동물을 조여 질식시켜 죽인다. 왕뱀의 강력한 근육은 큰 압력을 가할 수 있게 하며, 먹이는 일반적으로 몇 분 내에 죽는다.
왕뱀은 잠복성 포식자이므로 종종 적절한 먹이가 나타나기를 기다렸다가 먹이가 도망치기 직전에 공격한다. 그러나 먹이가 적은 지역에서는 적극적으로 사냥하는 것으로도 알려져 있으며, 이러한 행동은 일반적으로 밤에 발생한다. 왕뱀은 먼저 먹이를 공격하여 이빨로 잡은 다음, 먹이가 죽을 때까지 조여 완전히 삼킨다. 의식불명과 죽음은 이전에 믿었던 질식보다는 심장과 뇌로 가는 필수 혈류를 차단하여 발생하는 것으로 보인다. 즉, 조임은 혈류를 방해하고 먹이의 일반적인 혈압과 순환을 압도할 수 있다. 이로 인해 매우 빠르게 의식을 잃고 죽음에 이르게 된다. 그들의 이빨은 또한 동물을 목구멍으로 밀어 넣는 데 도움이 되며, 근육은 그것을 위로 이동시킨다. 먹이의 크기와 현지 온도에 따라 음식을 완전히 소화하는 데 뱀은 약 4~6일이 걸린다. 이 후 뱀은 느린 신진대사 때문에 일주일에서 몇 달 동안 먹지 않을 수도 있다.

### 번식과 발달

이형접합성에 대한 중심 융합 및 말단 융합의 효과

왕뱀은 태생이며, 살아있는 새끼를 낳는다. 이들은 일반적으로 건기(4월에서 8월 사이)에 번식하며 일부다처제이다. 따라서 수컷은 여러 암컷과 짝짓기할 수 있다. 특정 연도에 암컷의 절반이 번식하며, 더 많은 수컷이 짝을 찾으려고 적극적으로 시도한다. 일부다처제의 특성상 많은 수컷이 성공하지 못할 것이다. 따라서 신체 상태가 부적절한 암컷 왕뱀은 짝짓기를 시도하지 않거나, 짝짓기를 하더라도 생존 가능한 새끼를 낳지 못할 가능성이 높다. 왕뱀의 번식은 거의 전적으로 유성 생식이다. 2010년, 왕뱀이 처녀생식을 통해 무성 번식하는 것이 밝혀졌다. 콜롬비아 레인보우보아(Epicrates maurus)는 선택적 처녀생식을 통해 WW 암컷 자손을 생산하는 것으로 밝혀졌다. WW 암컷은 말단 자동 혼합(그림 참조), 즉 감수분열의 두 말단 반수체 산물이 융합하여 접합자를 형성하고, 이어서 딸 자손으로 발달하는 처녀생식 유형에 의해 생성되었을 가능성이 높다. 이는 모든 척추동물 계통에서 단일 암컷으로부터 생존 가능한 자손의 연속적인 처녀생식이 유전적으로 확인된 세 번째 사례이다. 2017년에 왕뱀은 Boa imperator 및 버마비단뱀과 함께 새로운 성 결정 염색체를 포함하는 것으로 밝혀졌다. 수컷은 한 쌍의 XY 성 결정 염색체를 포함하고 암컷은 XX 쌍을 가지고 있는 것으로 밝혀졌다. 이는 뱀이 수컷 이형 배우성을 가지고 있다고 생각된 첫 사례이며, 이후 공비단뱀 (Python regius)에서도 발견되었다.
번식기 동안 암컷 왕뱀은 총배설강에서 페로몬을 방출하여 수컷을 유인하며, 수컷들은 암컷과 짝짓기할 수컷을 선택하기 위해 몸싸움을 벌일 수 있다. 짝짓기 동안 수컷은 꼬리를 암컷의 몸 주위에 감고 반음경(또는 수컷 생식 기관)을 삽입한다. 교미는 몇 분에서 몇 시간까지 지속될 수 있으며 몇 주 동안 여러 번 발생할 수 있다. 이 기간 이후 배란이 즉시 일어나지 않을 수 있지만, 암컷은 정자를 최대 1년 동안 체내에 보관할 수 있다. 암컷이 배란하면 뱀이 큰 식사를 한 것처럼 보이는 몸통 중앙의 부어오름이 관찰될 수 있다. 그런 다음 암컷은 배란 후 2~3주 후에 허물을 벗는데, 이는 정상적인 허물 벗기보다 긴 2~3주 동안 지속되는 배란 후 허물 벗기라고 알려져 있다. 배란 후 허물 벗기부터 계산되는 임신 기간은 약 100~120일이다. 그 후 암컷은 평균 15–20 in (38–51 cm) 길이의 새끼를 낳는다. 한배 새끼의 크기는 암컷마다 다르지만 10마리에서 65마리 사이이며 평균 25마리이지만, 일부 새끼는 사산되거나 "민달팽이"로 알려진 수정되지 않은 알일 수 있다. 새끼는 태어날 때부터 독립적이며 처음 몇 년 동안은 빠르게 성장하여 정기적으로(한두 달에 한 번) 허물을 벗는다. 3~4년이 되면 왕뱀은 성적으로 성숙하여 6–10 피트 (1.8–3.0 m)의 성체 크기에 도달하지만, 남은 생애 동안 느린 속도로 계속 성장한다. 이 시점에는 허물을 벗는 빈도가 줄어들어 약 2~4개월에 한 번씩 벗는다.

## 사육
남아메리카에서 여전히 상당수 수출되고 있지만, 사육 상태에서도 널리 번식된다. 사육 기대수명은 20~30년이며, 40년을 넘는 드문 기록도 있다. 사육 상태에서 왕뱀의 가장 확실한 기록 최고령은 40년 3개월 14일이다. 이 왕뱀은 뽀빠이라는 이름으로 불렸으며, 1977년 4월 15일 펜실베이니아주 필라델피아 동물원에서 죽었다.
사육된 왕뱀의 최대 41.5%가 호산성 봉입체병에 양성 반응을 보인다.

## 경제적 중요성
왕뱀은 이국적인 애완동물 거래에서 매우 인기가 많으며, 야생에서 포획되기도 하고 사육되기도 한다. 오늘날 대부분의 사육 왕뱀은 사육 번식되지만, 1977년에서 1983년 사이에 113,000마리의 살아있는 왕뱀이 미국으로 수입되었다. 이러한 엄청난 수의 야생 포획 뱀은 일부 야생 개체군에 상당한 압력을 가했다. 왕뱀은 또한 고기와 가죽을 얻기 위해 사냥되었으며, 지리적 범위 내 시장에서 흔히 볼 수 있다. 그물무늬비단뱀 다음으로 왕뱀은 신발, 가방, 기타 의류와 같은 뱀 가죽 제품을 위해 가장 흔하게 죽임을 당하는 뱀이다. 일부 지역에서는 주머니쥐 개체수를 조절하는 데 중요한 역할을 하여 인간에게 리슈만편모충증이 전염될 가능성을 막는다. 다른 지역에서는 설치류 개체수를 통제하기 위해 지역 사회 내에 풀어놓기도 한다.

## 보전
모든 왕뱀은 CITES에 포함되며, CITES 부속서 II에 등재되어 있다. 단, B. c. occidentalis는 CITES 부속서 I에 등재되어 있다.
일부 지역에서 왕뱀 개체수는 인간과 다른 동물들의 포식, 그리고 이국적인 애완동물 및 뱀 가죽 거래를 위한 과도한 수집으로 심각한 타격을 입었다. 그러나 대부분의 개체군은 즉각적인 멸종 위협에 처해 있지 않다. 따라서 이들은 CITES 부속서 I이 아닌 부속서 II에 속한다.
왕뱀은 플로리다와 아루바의 침입종일 수 있다.